# Коссу, Андреа
Андреа Коссу (итал. Andrea Cossu; 3 мая 1980, Кальяри) — итальянский футболист, полузащитник.

## Карьера
Андреа Коссу начал карьеру в молодёжной команде «Йоханнес» из родного города Кальяри. Затем он перешёл в клуб Серии С2 «Ольбия», в составе которого дебютировал в возрасте 16-ти лет. В 1997 году он перешёл в «Верону», в составе которой играл за молодёжную команду клуба. В январе 1999 года Коссу перешёл, на правах аренды, в клуб «Лумедзане», за который провёл 11 игр. Затем ещё два года Коссу играл по схеме: начало в молодёжной команде Вероны, а половина сезона в аренде в «Лумедзане». В январе 2002 года Коссу провёл половину сезона в аренде в клубе «Торрес». В 2002 году Коссу вернулся в «Верону» и стал игроком основы клуба. В сезоне 2004/05 Андреа стал лидером команды, он много отдавал голевых передач и забил 6 голов.
Его удачная игра привлекла внимание другого клуба, «Кальяри», к которому он присоединился летом 2005 года на правах совместного использования. В первом сезоне в новой команде Коссу регулярно выходил на поле, но в большей части игр он появлялся со скамьи запасных. В 2006 году, в последний день трансферного «окна», Коссу вернулся в «Верону». Однако этот сезон вышел неудачным для игрока: он провёл лишь 20 игр и вызвал подозрения у тренерского штаба команды в нежелании тренироваться и играть за клуб. Затем Андреа вернулся в «Карьяри» и провёл в клубе половину сезона; оставшуюся половину он сыграл в «Вероне».
В январе 2008 года Коссу вновь вернулся в «Кальяри» Футболист вновь быстро завоевал место в основном составе команды, при этом, главный тренер «Кальяри», Давиде Баллардини, поставил его на место атакующего полузащитника, ведущего игру команды. 11 мая 2008 года он забил свой первый гол в серии А, поразив ворота «Удинезе». Летом 2008 года клуб выкупил оставшуюся часть контракта Андреа за 500 тысяч евро. В следующем сезоне он стал лидером клуба, новый тренер «Кальяри», Массимилиано Аллегри построил вокруг Коссу всю игру команды, освободив игрока от оборонительной работы. В сезоне 2009/10 Коссу продолжал «вести» игру «Кальяри», однако клуб занял лишь 16-е место в чемпионате страны.
Во втором туре сезона 2010/11 «Кальяри» со счётом 5:1 обыграла «Рому»; в этой игре Коссу сделал 3 голевые передачи.

## Международная карьера
3 марта 2010 года Коссу дебютировал в составе сборной Италии в товарищеской игре с Камеруном; завершившейся вничью 0:0. Коссу был кандидатом на поездку на чемпионат мира 2010, однако он стал одним последних игроков, вычеркнутых Марчелло Липпи из списка кандидатов на поездку на мундиаль. После этого Коссу вновь был вызван в состав команды, из-за травмы Андреа Пирло, сроки восстановления которого были под вопросом. Но 12 июня Коссу во второй раз «отцепили» от числа участников чемпионата мира.